# Brousse (Creuse)
Brousse è un comune francese di 27 abitanti situato nel dipartimento della Creuse nella regione della Nuova Aquitania.

## Società

### Evoluzione demografica
Abitanti censiti